# Пенталинон желтый
Пенталинон жёлтый (лат. Pentalinon luteum), — многолетняя лиана, типовой вид рода Пенталинон (лат. Pentalinon) семейства Кутровые (лат. Apocynaceae). В природе встречается в Южной Флориде (США) и на островах Карибского бассейна. В тропических регионах используется в качестве декоративного растения открытого грунта.

## Название
Латинское родовое название заимствовано из греческого языка и образовано от корней πέντε ('pente') — пять и λίνον ('linon') — нить, веревка, и предполагается, что дано по форме вытянутых тычиночных нитей, характерных для видов этого рода. Согласно другому источнику название отражает пятисоставной цветок (5 долей прицветника, 5 лепестков, 5 тычинок) и вьющийся, «веревочный», характер побегов.
Видовое название в переводе с латыни означает «желтый» и дано по окраске венчика цветка.
В русскоязычных интернет-источниках часто встречаются переводы английских тривиальных (обыденных) названий растения, таких как «дикая алламанда», «желтая алламанда», «желтая дипладения» ('Wild Allamanda', 'Yellow Allamanda', 'Yellow Dipladenia'). Использование этих названий не рекомендуется, так как отражает ошибочную классификацию вида как относящегося к другому ботаническому роду.

## Ботаническое описание
Лианы или ползучие кустарники с многочисленными побегами от уровня земли. Вьющиеся побеги до 5 м длиной, цилиндрические, опушенные или гладкие или теряющие опушение с возрастом. Растения содержат млечный сок.
Листовая пластинка 1,7-7 х 1,1-3,7 см, текстура от пергаментной до кожистой, гладкая или иногда опушенная (особенно на абаксиальной стороне), форма эллиптическая или яйцевидная с выступающим кончиком, основание усеченное или округлое. Первичные и вторичные прожилки едва заметны на верхней стороне, существенно выступают на нижней. Черешки 0,3-1,4 см длиной, опушенные.
Соцветия гладкие или слегка или существенно опушенные, цветоножки 1,3-2,1 см. Прицветники 7-12 мм длиной, листовидные. Чашелистики 5-12 мм, вытянуто-яцевидной формы, заостренные на вершине. Венчик ярко-желтый, гладкий или слегка опушенный. Цветочная трубка 3-6 см длиной, внутри с красноватыми штрихами. Зев 0,8-1,2 см. в диаметре. Доли отворота округлые, обратнояйцевидные 1,4-2,1 х 0,8-1,3 см.
Пыльники ок 5 мм длиной, верхушечные придатки 9-11 мм. Завязь 1,2-1,5 мм, гладкая. Нектарники кольцевидные. Стручки темно-коричневые, гладкие, 13-20 х 0,3 см. Семена 0,6-0,8 мм. в диаметре..

## Распространение и экология
Природный ареал произрастания пенталинона охватывает южную часть территории штата Флорида (США) в Северной Америке и территории островов Карибского бассейна — Багамские, Каймановы, Британские Подветренные острова, Куба, Доминикана, Гаити, Ямайка, Пуэрто-Рико, Теркс и Кайкос, острова Виндвард.
Растения встречаются в сухих лесах, сосновых борах, также распространены среди прибрежной растительности на солнечных участках. Произрастают на влажных, достаточно дренированных песчаных, каменистых или органических почвах с выраженным или отсутствующим гумусным слоем. Потребность в питательных веществах низкая. Устойчивость к засолению грунта низкая, длительные периоды подтопления солеными водами приводит к гибели растений, но выявлена достаточно высокая толерантность в отношении ветров с частицами соленой воды. Взрослые экземпляры хорошо переносят засуху и не требуют дополнительного полива при культивировании.

## Значение и применение
Пенталинон жёлтый широко используется в качестве декоративного растения открытого грунта для озеленения вертикальных структур (зеленые стены, перголы, беседки), формирования живой изгороди по опоре, как ампельное или вьющееся растение для контейнерной культуры. В тропических и субтропических регионах цветение продолжается практически круглогодично с наиболее активным периодом с весны до осени. Цветки привлекают пчел, бабочек и колибри. Вечнозеленые побеги с темно-зеленой блестящей листвой сохраняют декоративность вне зависимости от сезона. Оптимальными условиями выращивания являются солнечное или слегка притененное расположение и плодородная, достаточно влажная и дренированная почва. Кислотность грунта — нейтральная, либо небольшие отклонения в любую сторону (pH 5.6-8.4). В более холодных регионах рекомендуется зимовка растений в закрытом помещении с достаточным уровнем освещения и ограниченным поливом. Зоны морозостойкости USDA 10-11, взрослые экземпляры выдерживают разовые понижения температуры до −1°С. Несколько реже растение выращивается как горшочное в домашних условиях, где растению требуется максимально солнечное местоположение, формирующая обрезка и пересадка раз в два года.
В традиционной медицине Багамских островов растение используется как дерматологическое средство для заживления порезов и снятия раздражений кожи.

## Классификация

### Таксономическое положение
|  |                                |  |                                                  |                                                  |                    |  | еще 4 семейства в порядке Горечавкоцветные (APG IV, 2016) | еще 4 семейства в порядке Горечавкоцветные (APG IV, 2016) |                                                   |  |  |  | еще 1 вид в роде Пенталинон (APG IV, 2016) |
|  |                                |  |                                                  |                                                  |                    |  | еще 4 семейства в порядке Горечавкоцветные (APG IV, 2016) | еще 4 семейства в порядке Горечавкоцветные (APG IV, 2016) |                                                   |  |  |  | еще 1 вид в роде Пенталинон (APG IV, 2016) |
|  |                                |  |                                                  | порядок Горечавкоцветные                         |                    |  |                                                           |                                                           | род Пенталинон                                    |  |  |  |                                            |
|  |                                |  |                                                  | порядок Горечавкоцветные                         |                    |  |                                                           |                                                           | род Пенталинон                                    |  |  |  |                                            |
|  | отдел Цветковые (APG IV, 2016) |  |                                                  |                                                  | семейство Кутровые |  |                                                           |                                                           | вид Пенталинон желтый                             |  |  |  |                                            |
|  | отдел Цветковые (APG IV, 2016) |  |                                                  |                                                  | семейство Кутровые |  |                                                           |                                                           |                                                   |  |  |  |                                            |
|  |                                |  | ещё 63 порядка цветковых растений (APG IV, 2016) | ещё 63 порядка цветковых растений (APG IV, 2016) |                    |  |                                                           | еще 390 родов в семействе Кутровые (APG IV, 2016)         | еще 390 родов в семействе Кутровые (APG IV, 2016) |  |  |  |                                            |
|  |                                |  |                                                  | ещё 63 порядка цветковых растений (APG IV, 2016) |                    |  |                                                           |                                                           | еще 390 родов в семействе Кутровые (APG IV, 2016) |  |  |  |                                            |

### Синонимика
- Vinca lutea L.basionym

гомотипные
- Urechites luteus (L.) Britton
- Gonolobus luteus (L.) Druce

гетеротипные
- Angadenia jamaicensis (Griseb.) Lippold
- Apocynum speciosissimum  Mill.
- Chariomma domingense (Jacq.) Miers
- Chariomma domingensis (Jacq.) Miers
- Chariomma flava (Hook.) Miers
- Chariomma mucronulata Miers
- Chariomma scandens Miers
- Chariomma surrecta Miers
- Chariomma verticillata Miers
- Dipladenia flava Hook.
- Echites andrewsii Chapm.
- Echites barbatus Desv. ex Ham.
- Echites catesbaei G.Don
- Echites christophorianus Ham.
- Echites domingensis Jacq.
- Echites heterophyllus J.F.Gmel.
- Echites jamaicensis Griseb.
- Echites neriandrus Griseb.
- Echites obovatus Sessé & Moc.
- Echites pellieri Loudon
- Echites suberectus Andrews [Illegitimate]
- Echites suberectus Jacq.
- Haemadictyon suberectum (Jacq.) G.Don
- Laseguea jaegeri Miers
- Laseguea pubiflora Miers
- Mitozus jamaicensis (Griseb.) Miers
- Neriandra suberecta (Jacq.) A.DC.
- Pentalinon luteum var. sericeum (R.W.Long) D.B.Ward
- Pentalinon suberectum (Jacq.) Voigt
- Rhabdadenia barbata (Desv. ex Ham.) Miers
- Rhabdadenia laxiflora Miers
- Urechites andrewsii (Chapm.) Small
- Urechites angustifolius (Ekman & Helwig) Lippold
- Urechites dolichanthus Urb.
- Urechites jaegeri Müll.Arg.
- Urechites jamaicensis (Griseb.) Miers
- Urechites luteus var. angustifolius Ekman & Helwig
- Urechites luteus var. srericeus R.W.Long
- Urechites neriandrus (Griseb.) Rolfe
- Urechites pinetorum Small
- Urechites suberectus (Jacq.) Müll.Arg.
- Urechites suberectus var. glabratus Müll. Arg.
- Urechites suberectus var. rotundifolius Müll. Arg.[2][6]